# Isturgia infuscata
Isturgia infuscata är en fjärilsart som beskrevs av Thierry-mieg 1916. Isturgia infuscata ingår i släktet Isturgia och familjen mätare. Inga underarter finns listade i Catalogue of Life.